# 歲月留聲 (電視劇)
《歲月留聲》（英語：Radio Rhapsody），馬來西亞ntv7懷舊電視劇，製作單位為新傳媒製作馬來西亞分公司，由吴天瑜、李洺仲、蔡河立、梁丽芳。

## 概要
《歲月留聲》以第二次世界大战期間日本入侵马来亚至马来西亚联邦正式成立之后的二十年间为其时代背景。
在战后百废待兴的年代，人民极需要娱乐去调剂战时的伤痛，和战后那穷苦愁闷的生活，游乐场成为了当时巿民一种消遣，尤其以谐剧的表演方式，加上一些歌舞对唱，一些露骨的对白，都可以令愁苦的大众得以解忧。本剧主角就是为了生活而走上这个舞台，更发挥了他们各自的表演天份，但由互相携手合作，到互不兼容，成为斗气冤家，但也因为这样的表演形式，让他们从舞台走上电台，更由电台走向大银幕，最后在四人闹得不可收拾之时，四人组合终于瓦解，友谊也已经灰飞烟灭，各自走向自己的人生道路不相往来。但因为恩师的一句遗命，让他们再一次携手踏上电视机这个崭新的舞台，赢得了观众热烈的掌声，也成就了马来西亚一部有血有肉的表演艺術史，也让人回味过往那美好的黄金岁月......

## 播出时间
| 頻道 | 所在地   | 播放日期       | 時間              |
| ---- | -------- | -------------- | ----------------- |
| ntv7 | 马来西亚 | 2013年10月28日 | 週一至週四21:30起 |

## 演員表

### 主要演员
| 演員   | 角色   | 暱稱/關係                                                                      | 登场集数 |
| 吴天瑜 | 宋巧华 | 关中恒之冤家，后为妻子 白禾岳，方羚之好友，后来反目，后和好                    | 第2集-   |
| 李铭中 | 关中恒 | 宋巧华之冤家，后为丈夫 白禾岳，方羚之好友，后来反目，后和好 丹丹的搭档，后反目 | 第2集-   |
| 蔡河立 | 白禾岳 |                                                                                | 第2集-   |
| 梁麗芳 | 方羚   |                                                                                | 第2集-   |

### 其他角色
| 演員         | 角色       | 暱稱/關係                                       | 登场集数 |
| 释福如       | 余亚男     | 丹丹的搭档和伙伴，后反目                        |          |
| 温绍平       | 陈耀邦     | 歌台的领导者，带领着大家一起表演。              |          |
| 卢薏         | 丹丹       | 关中恒的搭档，后反目 余亚男的搭档和伙伴，后反目 |          |
| 梁丽芳的父亲 | 拿督王兆明 |                                                 |          |
| 童欣         | 柳芳瑩     |                                                 |          |
| 陳詩瑩       | 陸桂芝     |                                                 |          |
| 葉俊岑       | 馬皮特     |                                                 |          |
| 葉恩慈       | 秘書       |                                                 |          |

## 軼事
- 此剧为梁麗芳生前的告別之作。
- 此剧为李洺中、吴天瑜继《情牵南苑》、《炭乡》、《情牵南洋》、《香火》、《半边天》、《聚宝盆》后再度合作。

## 電視節目的變遷
| 马来西亚 Ntv7 星期一至四 21:30 - 22:30  | 马来西亚 Ntv7 星期一至四 21:30 - 22:30     | 马来西亚 Ntv7 星期一至四 21:30 - 22:30 |
| --------------------------------------- | ------------------------------------------ | -------------------------------------- |
|                                         | 歲月留聲 （2013年10月28日-2013年12月19日） |                                        |
| 說謊者 （2013年9月30日-2013年10月24日） | 听风的歌 （2013年12月23日-2014年2月18日）  |                                        |